# Dècada del 670
La dècada del 670 comprèn el període que va des de l'1 de gener del 670 fins al 31 de desembre del 679.

## Esdeveniments
- Independència d'Aquitània
- Guerra per la successió de l'emperador al Japó (guerra de Jinshin)
- Els àrabs dominen el Magrib oriental